# 龔偉怡
龔偉怡（英語：Ada Kung，1981年—），前香港新聞從業員。

## 生平
龔偉怡中學畢業於聖母無玷聖心書院，2003年畢業於香港中文大學新聞與傳播學院，2007年修畢香港中文大學研究院翻譯學碩士，獲授予學位。
2003年大學畢業後加入有線新聞，其後轉職無綫新聞財經組出任記者兼主播。她於2006年至2008年間曾任《財經透視》節目主持，在2008年1月28日起擔任高清翡翠台《11點財經及新聞報道》的財經主播，多於單數月份擔任《香港早晨》之財經主播及主持 無綫新聞台/互動新聞台 節目《開市第一擊》；雙數月份則任《今日財經》的主播及主持無綫新聞台/互動新聞台節目《財經多國度》，亦有外出採訪，2010年2月轉職至三菱東京UFJ銀行，
及後曾於渣打銀行及滙豐銀行任職財富管理投資分析工作，成為繼關懿婷、葉碧燊和林燕玲後過檔渣打之前無綫主播。
她與有線電視新聞主播游安怡是中學兼大學學士的同學，及後於2009年9月入讀香港科技大學工商管理碩士課程，並與舊同事趙海珠為同學。

## 見報事件
2008年3月27日的香港早晨，記者彭國柱現場報道龍鼓水道撞船意外時，因訊號不穩，鏡頭轉回直播室，不慎播出龔偉怡吃餅的畫面，也曾有食物（蘋果和香蕉）入鏡。